# Campethera nivosa
Campethera nivosa là một loài chim trong họ Picidae.